# 3K-Modell (CSCW)
Das 3K-Modell soll dazu dienen, Anwendungen aus dem Umfeld von Groupware bzw. Computer Supported Cooperative Work (CSCW) zu klassifizieren und zu systematisieren.

## Aufbau
Dazu wird zunächst ein Dreieck zugrunde gelegt, bei dem die drei Ecken für die drei zentralen Unterstützungsfunktionen stehen: Koordination, Kommunikation und Kooperation.
- Kommunikation meint den Informationsaustausch zwischen den Mitgliedern einer Gruppe.
- Bei Koordination geht es um die Abstimmung der Aufgaben der Gruppenmitglieder.
- Kooperation beschäftigt sich mit der gemeinsamen Bewältigung von Aufgaben.

Abhängig davon, in welchem Maß die Funktionsbereiche unterstützt werden, lassen sich die unterschiedlichen Systeme an verschiedenen Positionen innerhalb des Dreiecks verorten.
Darüber hinaus lassen sich die unterschiedlichen Systeme zu Systemklassen zusammenfassen. Diese vier Systemklassen sind:
- Kommunikation
- gemeinsame Informationsräume
- Workflow-Management
- Workgroup Computing.

## Systemklassen

### Systemklasse Kommunikation
Kommunikationssysteme dienen dazu, die Kommunikation zwischen den Gruppenmitgliedern zu unterstützen, und dabei räumliche Distanz und zeitliche Differenz zu überwinden. In diese Systemklasse gehören E-Mail-Systeme, Videokonferenzsysteme und Bulletin-Board-Systeme.

### Systemklasse Gemeinsame Informationsräume
In gemeinsamen Informationsräume werden für die Gruppen relevante Informationen bereitgestellt, verwaltet und organisiert. Die Informationen werden hier gespeichert und anhand von speziellen Zugriffs diese abrufen, modifizieren und speichern. In diese Klasse gehören z. B. spezielle Datenbanken, verteilte Hypertextsysteme oder Newssysteme.

### Systemklasse Workflow Management
Workflow Management unterstützt die Koordination, welche Aufgaben der Modellierung, Simulation, Ausführung und Steuerung von Workflows umfasst. Neben speziellen Workflow-Management-Tools (Projektmanagement-Werkzeuge) fallen auch E-Mail-Systeme und Datenbanken für die Unterstützung der Koordination in diese Systemklasse.

### Systemklasse Workgroup Computing
Systeme dieser Klasse dienen der gemeinsamen Bearbeitung einer Aufgabe. Dazu zählen z. B. Terminverwaltungssysteme, Gruppeneditoren und Entscheidungs- und Sitzungsunterstützungssysteme.

## Ursprung
Das 3K-Modell wurde zuerst beschrieben in Teufel et al., Computerunterstützung in der Gruppenarbeit (1995). Die Bezeichnung 3K-Modell findet sich erstmals bei Borghoff et al., Computer Supported Collaborative Work (2000).